# ミハイル・イリーン
ミハイル・イリーン（Михаил Ильин、ラテン翻字の例：Mikhail Il'in、1896年1月10日/ユリウス暦1895年12月29日 - 1953年11月15日）はソビエト連邦（ウクライナ出身）の作家、児童向けノンフィクション作家である。姓の日本語表記はイリン、イリインとも。名のミハイルはMと略されるか、完全に省略されることも多い。

## 経歴
ユダヤ系で、本名はイリヤ・ヤコヴレヴィチ・マルシャーク（Илья Яковлевич Маршак、翻字例：Il'ya Yakovlevich Marshak）である。詩人・児童文学作家のサムイル・マルシャークは彼の兄に当たる。「ミハイル・イリーン」のペンネームを名乗ったのは兄との混同を避けるためだという。妹のエレナ・イリーナも作家である。
1896年にウクライナのエカテリノスラフ県バハムト市（現在のアルチョーモフスク市）で技術者・発明家の息子として生まれる。1915年、ペテルブルク大学に入学。物理・数学を学ぶ。のち、クラスノダール工業大学化学科へ。1922年からはレニングラード工芸大学に通い、1925年に卒業。文筆業を開始したのは在学中で、児童雑誌「新しいロビンソン」への寄稿を行なった。一時、工場で働くが身体を壊して退職。1929年に結婚。その後は文筆業に専念する。1953年にモスクワで没。

## 作風
科学啓蒙的な読み物を得意とし、代表作は夫人エレナ・セガールとの共著『人間の歴史』（Как человек стал великаном, 1940-46）。ほかに児童向けの『書物の歴史』、『灯火の歴史』（Солнце на столе, 1927）、『時計の歴史』なども有名。またソ連の体制との折り合いは良く、第一次五ヶ年計画を肯定的に扱った『偉大な計画の話』（Рассказ о великом плане, 1930）などを上梓してもいる（代表作『人間の歴史』も唯物史観に基づくものと称されている）。『十万の質問』は中華人民共和国でベストセラーとなった。また、1939年には労働赤旗勲章を授与されている。

## 主要作品リスト
本節では、選集および比較的あたらしい訳書を挙げた。
- 「イリン選集」岩崎書店、1949 - 52年
  1. 『人間の歴史』（八住利雄訳）
  2. 『書物の歴史』（八住利雄訳）
  3. 『時計の歴史』（玉城肇訳）
  4. 『灯火の歴史』（和田節訳）
  5. 『すばらしきもの人間』（前田貞二訳）
  6. 『なぞの科学』（牧山敬訳）
  7. 『人間の歴史・続』（村川隆訳）、7 - 2.『人間の歴史・続々 - 古代文明物語』（村川隆訳）
  8. 『不思議の科学』（渋谷和雄訳）
  9. 『ルネッサンス』（村川隆訳）
  10. 『自然の征服』（袋一平訳）
- 「イリーン名作全集」岩崎書店、1966 - 68年
  1. 「人間の歴史・第一部」（和久利誓一訳）
  2. 「人間の歴史・第二部」（和久利誓一訳）
  3. 「人間の歴史・第三部」（和久利誓一訳）
  4. 「灯火・時計・書物の歴史」（吉原武安訳）
  5. 「機械・望遠鏡の歴史」（馬上義太郎訳）
  6. 「大建設物語」（馬上義太郎訳）
  7. 「自然と科学の教室」（袋一平訳）
  8. 「自然の征服」（袋一平・馬上義太郎訳）
- 袋一平訳『人間の歴史 1-3（岩波少年文庫）』岩波書店、1986年
- 玉城肇訳『時計の歴史 - いま何時（科学入門名著全集5）』国土社、1991年
- 原光雄訳『灯火の歴史 - 机の上の太陽（科学入門名著全集6）』国土社、1991年

## 参考資料
- 『岩波西洋人名事典 - 増補版』岩波書店、1981年
- 『20世紀西洋人名事典』日外アソシエーツ編集部編、紀伊国屋書店、1995年
- 『日本大百科全書（2版）』小学館、1994 - 96年
- 『平凡社大百科事典』平凡社、1984 - 91年
- 『Meyers Neues Lexikon』Leipzig : Bibliographishes Institut、1971 - 78年
- 『ブリタニカ国際大百科事典 - 小項目事典』F・B・ギブニー編、TBSブリタニカ、1972年（93年第2版改訂）
- 袋一平訳『人間の歴史（上下） - 岩波の愛蔵版34』岩波書店、1971年（80年第九刷）